# Stephen Maguire
Stephen Maguire (13. březen 1981 Glasgow, Skotsko) je od roku 1998 profesionální hráč snookeru. Nejvyšší breaku 147 bodů dosáhl na turnaji Regal Scottish v roce 2000.

## Úspěchy
- 4 vítězství na bodovaném turnaji
- 2008 vyhrál China Open
- 2007 vyhrál Northern Ireland Trophy
- 2004 vyhrál UK Championship
- 2004 vyhrál European Open